# Miel (film)
Pour les articles homonymes, voir Miel (homonymie).
Pour plus de détails, voir Fiche technique et Distribution.
Miel (Bal) est un film turc réalisé par Semih Kaplanoğlu, sorti en 2010.

## Synopsis
Yusuf a 6 ans, il vit avec ses parents dans un village isolé d'Anatolie.
Pour le petit garçon, la forêt environnante est un lieu de mystère et d'aventure où il aime accompagner Yakup, son père apiculteur. Il le regarde avec admiration installer ses ruches et récolter le miel à la cime des arbres.
Les abeilles se faisant de plus en plus rares, Yakup est obligé de partir travailler plus loin dans la forêt. Mais il tarde à revenir, et le monde se retrouve soudain plein de son absence.

## Fiche technique
- Titre : Miel
- Titre original : Bal
- Réalisation : Semih Kaplanoğlu
- Scénario : Semih Kaplanoğlu et Orçun Köksal
- Photographie : Baris Ozbicer
- Production : Semih Kaplanoğlu
- Société de distribution : Bodega Films (France)
- Pays d'origine :  Turquie,  Allemagne et  France
- Format : couleur - 1,85:1 - Dolby Digital
- Genre : drame
- Durée : 103 minutes
- Date de sortie :
  - France : 22 septembre 2010

## Distribution
- Bora Altas : Yusuf
- Erdal Besikçioglu : Yakup (le père)
- Tülin Özen : Zehra (la mère)

## Distinctions
- Ours d'or du meilleur film à la Berlinale 2010.
- Meilleur film du Festival international du film RiverRun 2011